# داروی ضد تشنج
داروهای ضدتشنج (همچنین به عنوان داروهای ضد صرع شناخته می‌شوند) گروه متنوعی از عوامل دارویی هستند که در درمان حملات صرع استفاده می‌شوند. از داروهای ضدتشنج همچنین به‌طور فزاینده ای در درمان اختلال دو قطبی و اختلال شخصیت مرزی استفاده می‌شود زیرا به نظر می‌رسد بسیاری از آن‌ها به عنوان تثبیت کننده خلق و برای درمان درد نوروپاتیک عمل می‌کنند. داروهای ضدتشنج باعث رگبار نورونی در هنگام تشنج می‌شوند. ضدتشنج‌ها همچنین از گسترش تشنج در مغز جلوگیری می‌کنند.